# Canhão Hotchkiss

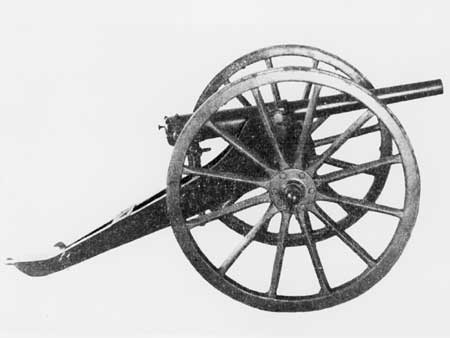
Um canhão Hotchkiss 42 mm

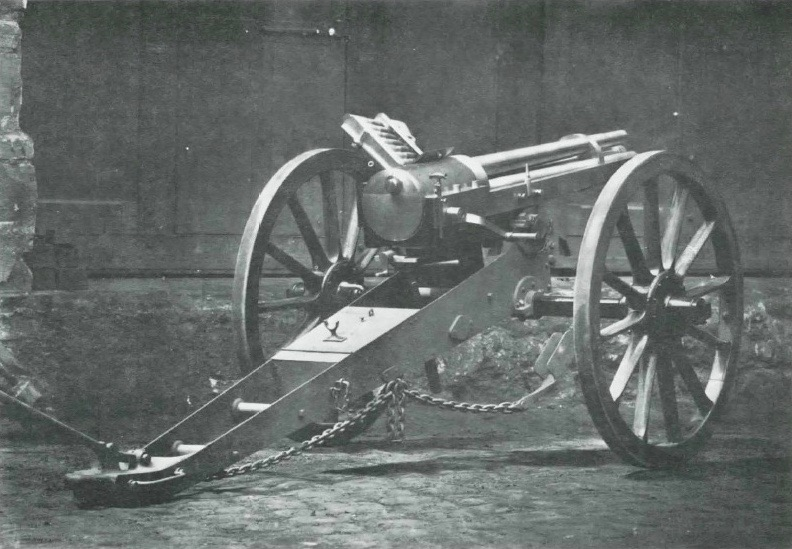
O canhão giratório Hotchkiss, 1874

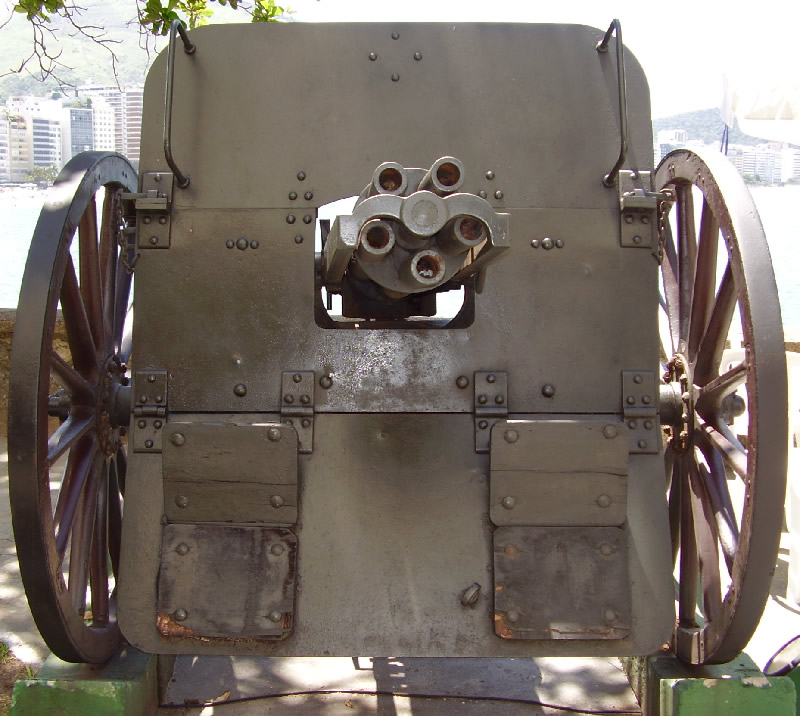
Canhão giratório Hotchkiss de 5 canos, Forte Copacabana

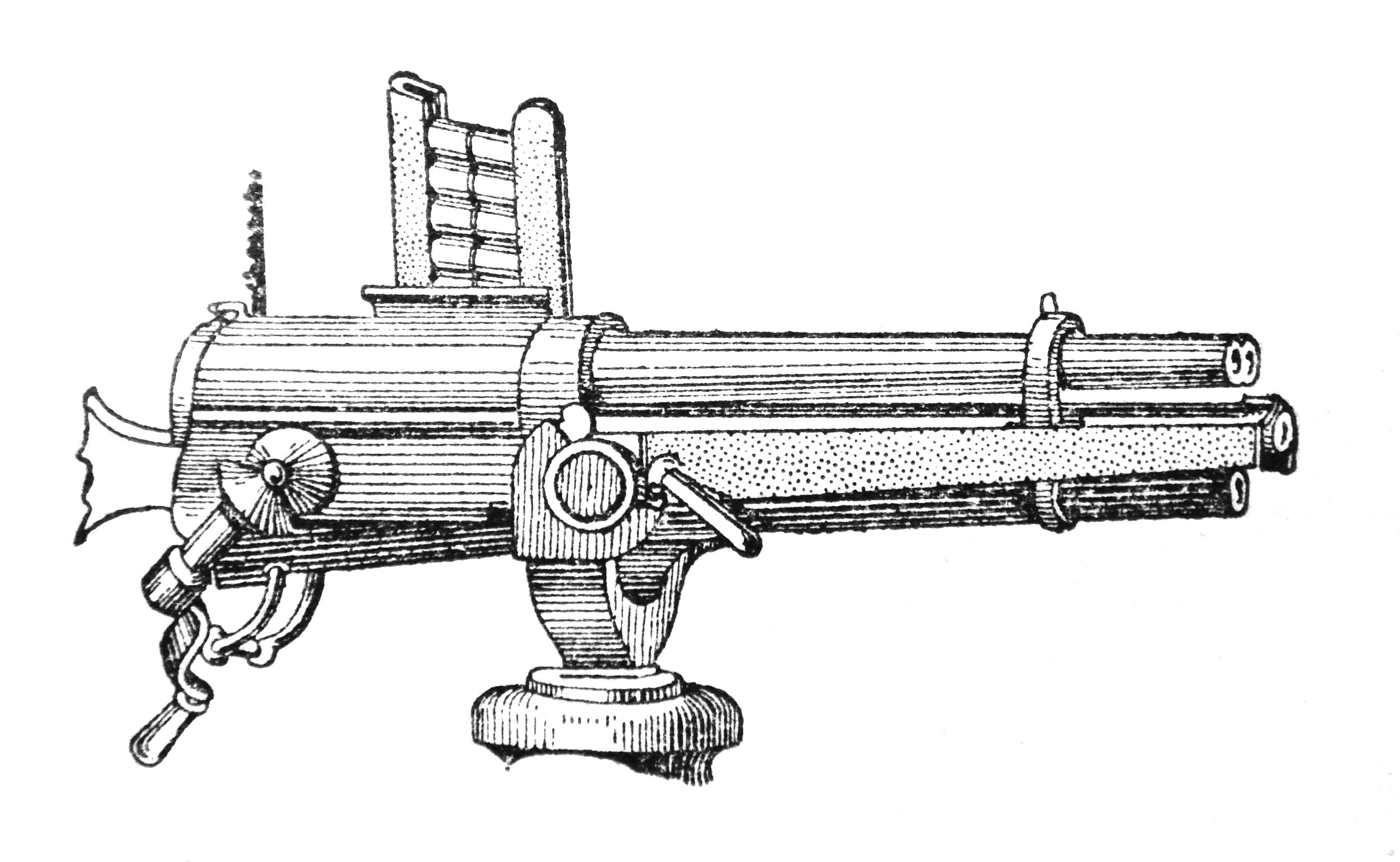
Um canhão Hotchkiss montado em navio

Canhão Hotchkiss pode se referir a diferentes produtos da empresa de armas Hotchkiss a partir do final do século XIX. Geralmente, refere-se ao canhão de montanha leve de 1,65 polegadas (42 mm); também havia canhões Hotchkiss para uso naval (47 mm) e de 3 polegadas (76 mm). O canhão de 42 mm foi projetado para ser montado em um carro leve ou transportado por duas mulas para acompanhar uma tropa de cavalaria ou um exército viajando em terreno acidentado.

## Descrições

### Canhão de 1,65 polegadas
O canhão de 1,65 polegadas (42 mm) e seus acessórios podiam ser transportados por duas mulas. Este canhão foi introduzido como uma substituição moderna para o obsoleto obuseiro de montanha de doze libras. O primeiro canhão adquirido pelo exército dos EUA da empresa francesa de armas Hotchkiss foi utilizado contra os Nez Percé em 1877. Nos vinte anos seguintes, os EUA adquiriram 56 desses canhões. Eles foram usados no Massacre de Wounded Knee em 1890 e novamente em Cuba na Batalha de Las Guasimas, na Batalha de El Caney e no ataque a San Juan Hill durante a Guerra Hispano-Americana de 1898.[carece de fontes?]

### Canhão giratório Hotchkiss

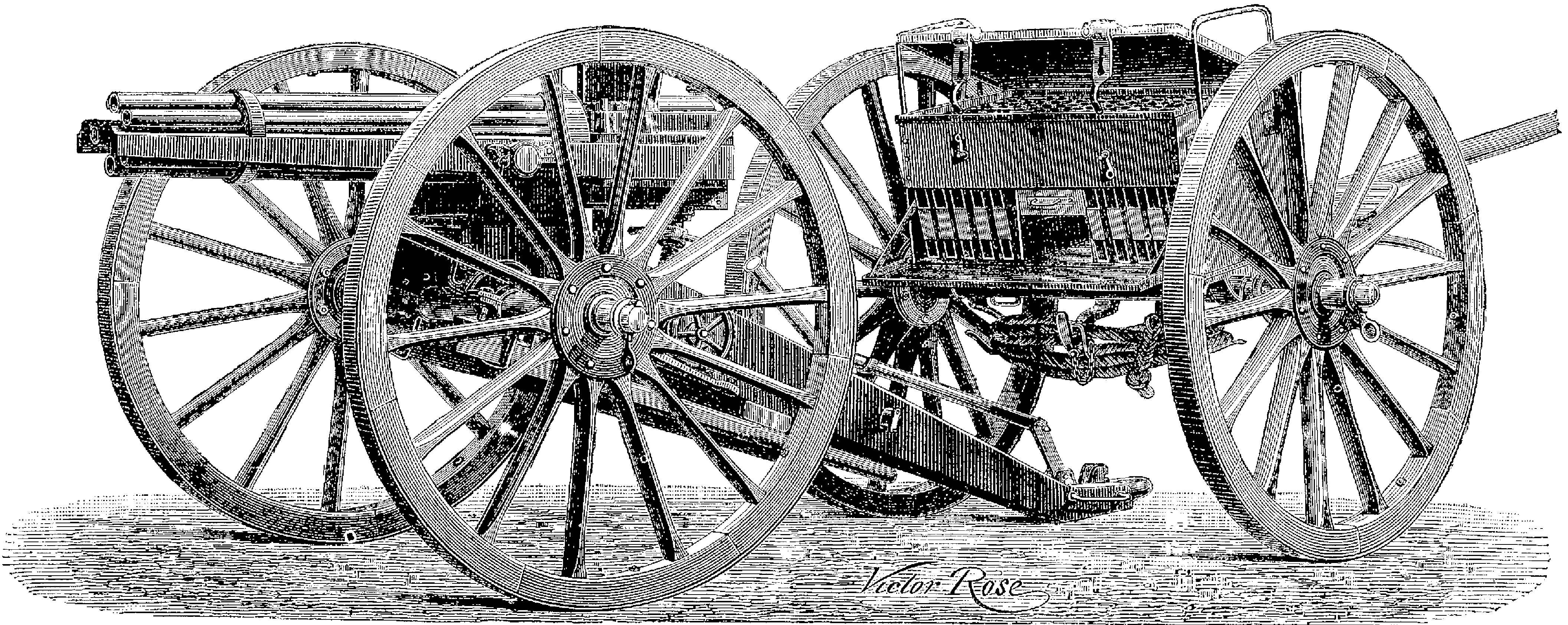
Hotchkiss mitrailleuse, adotada para fortalezas francesas

O canhão giratório Hotchkiss foi uma arma de tambor rotativo inventada em 1872 por Benjamin B. Hotchkiss (1826–1885), fundador da Hotchkiss & Co. Foi utilizado pelas autoridades alemãs no século XIX e também era conhecido como "canhão Hotchkiss". Apesar de se assemelhar superficialmente a uma metralhadora Gatling, sua estrutura interna é bastante diferente, com apenas um único parafuso de ação recíproca em vez de uma ação separada para cada cano. Era uma arma de fogo estriada, de aço temperado a óleo, construída em camadas, com um bloco de culatra retangular que se movia em um entalhe cortado completamente através do revestimento. Foi projetada para ser leve o suficiente para ser transportada pela cavalaria e tinha um alcance eficaz além do das armas de pequeno porte estriadas.[carece de fontes?]
O canhão giratório Hotchkiss de uma libra tinha cinco canos de 37 mm e era capaz de disparar 68 tiros por minuto com uma precisão de alcance de 2.000 jardas (1.800 m). Cada carregador de alimentação continha dez tiros e pesava aproximadamente 18 libras (8 kg). Além da versão para uso em campo, havia várias outras versões do canhão giratório Hotchkiss de 37 mm, incluindo versões para defesa naval contra barcos torpedeiros e versões de fortaleza que disparavam projéteis de metralha ou destruição para a defesa de fossos. A versão naval foi adotada pela Rússia e pelos Estados Unidos, entre outros. A versão de canhão de campo era acompanhada por um veículo de suprimentos puxado por cavalos, que continha 110 tiros mais seis carregadores carregados, totalizando 170 tiros. Um exemplar está exposto no Museu de História do Exército Brasileiro no Forte de Copacabana, Rio de Janeiro.
Um canhão revolver Hotchkiss de 47 mm, conhecido como "3-pounder", também foi adotado pelas marinhas dos Estados Unidos e da Rússia na década de 1880. Este canhão tinha cinco canos. Com armas de 3 libras e uma libra, é difícil determinar a partir das referências que tipo de armas uma embarcação específica possuía. Canhões de tiro único, canhões revolver e, a partir de 1890, canhões Maxim-Nordenfelt de 1 libra, foram todos usados em novos navios de guerra de 1880 a 1910. Todos esses eram chamados de "de tiro rápido" ou, nos Estados Unidos, "de disparo rápido".[carece de fontes?]

## Outros canhões
A Hotchkiss também produziu uma variedade de canhões navais leves e, na década de 1930, canhões antitanque. Os canhões navais que surgiram na década de 1880 eram principalmente de 3 libras e 6 libras, e originalmente eram amplamente utilizados (por Grã-Bretanha, Rússia e Estados Unidos, entre outros) para a defesa próxima de navios de guerra contra pequenas embarcações armadas com o recém-inventado torpedo locomotivo. Quando melhorias na faixa de alcance do torpedo os tornaram obsoletos nesse papel, eles continuaram a ser usados como armamento para embarcações menores até e inclusive durante a Segunda Guerra Mundial. Durante a Primeira Guerra Mundial, os barcos de guerra motorizados britânicos que conquistaram a supremacia naval sobre os alemães no Lago Tanganyika estavam armados com o canhão Hotchkiss de 3 libras. O canhão Hotchkiss de 6 libras foi adotado pelo exército britânico para os primeiros tanques. Durante a Segunda Guerra Mundial, o canhão de 6 libras foi a principal arma das primeiras unidades dos numerosos e bem-sucedidos Barcos Torpedeiros a Motor Fairmile D da Marinha Real, não sendo completamente substituído por armas mais modernas até 1945.[carece de fontes?]